# 34. ročník udílení Zlatých glóbů
34. ročník udílení Zlatých glóbů se konal 29. ledna 1977 v hotelu Beverly Hilton v Beverly Hills, Los Angeles. Zlatý glóbus uděluje Asociace zahraničních novinářů sdružených v Hollywoodu. Miss Golden Globe byla pro tento rok herečka Nicole Ericson, dcera herce Johna Ericsona. Držitelem Ceny Cecila B. DeMilla se stal Walter Mirisch.
Nejvíce nominací posbíraly filmy Rocky a Pouť zatracených, každý po šesti. První jmenovaný byl vyhlášen nejlepším filmem. Nejvíc Glóbů však posbíral hudební film Zrodila se hvězda. V cenu proměnil všech pět nominací.
Barbra Streisand vyhrála dva Glóby, jeden v kategorii nejlepší herečka (komedie / muzikál) a druhý za nejlepší filmovou píseň. Skladatel a textař Paul Williams získal taktéž dvě ceny v obou hudebních kategoriích. Po dvou nominacích, ale bez úspěchu, získali Sylvester Stallone (jako herec v hlavní roli ve filmu Rocky a za scénář), Barbara Harris (za hlavní ženský výkon ve filmech Rodinné spiknutí a Podivný pátek) a William Goldman (za scénář k filmům Všichni prezidentovi muži a Maratónec). Arnold Schwarzenegger se stal objevem roku a ve stejné kategorii byl nominovaný i spisovatel Truman Capote. Herec Peter Finch vyhrál Glóbus posmrtně, zemřel totiž pár dnů před udílením.
V televizních kategoriích vévodil udílení Glóbů dramatický seriál Rich Man, Poor Man, který získal čtyři ceny. V některých kategoriích bylo sedm až osm nominovaných.
Herec Ed Asner byl vyhlášený nejlepším vedlejším hercem druhý rok po sobě, tentokrát za výkon v seriálu Rich Man, Poor Man.

## Vítězové a nominovaní

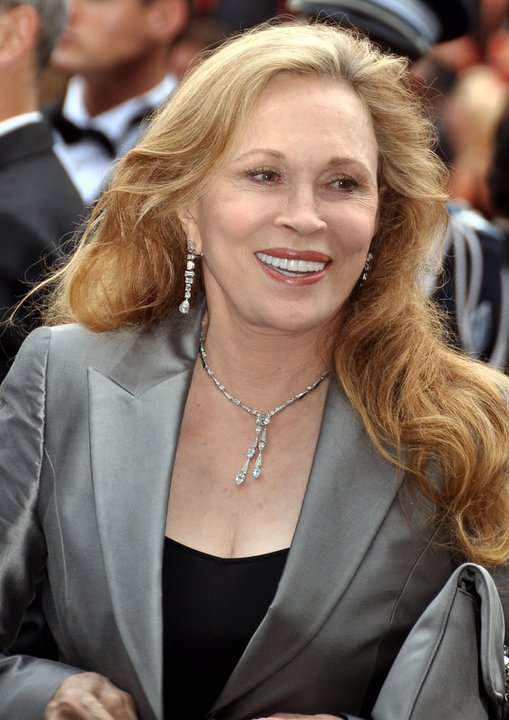
Nejlepší dramatická herečka Faye Dunawayová

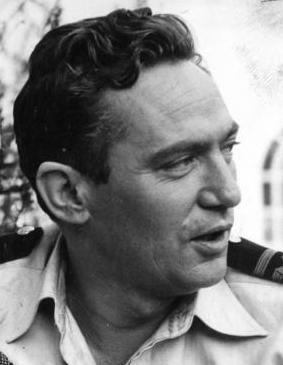
Nejlepší dramatický herec Peter Finch

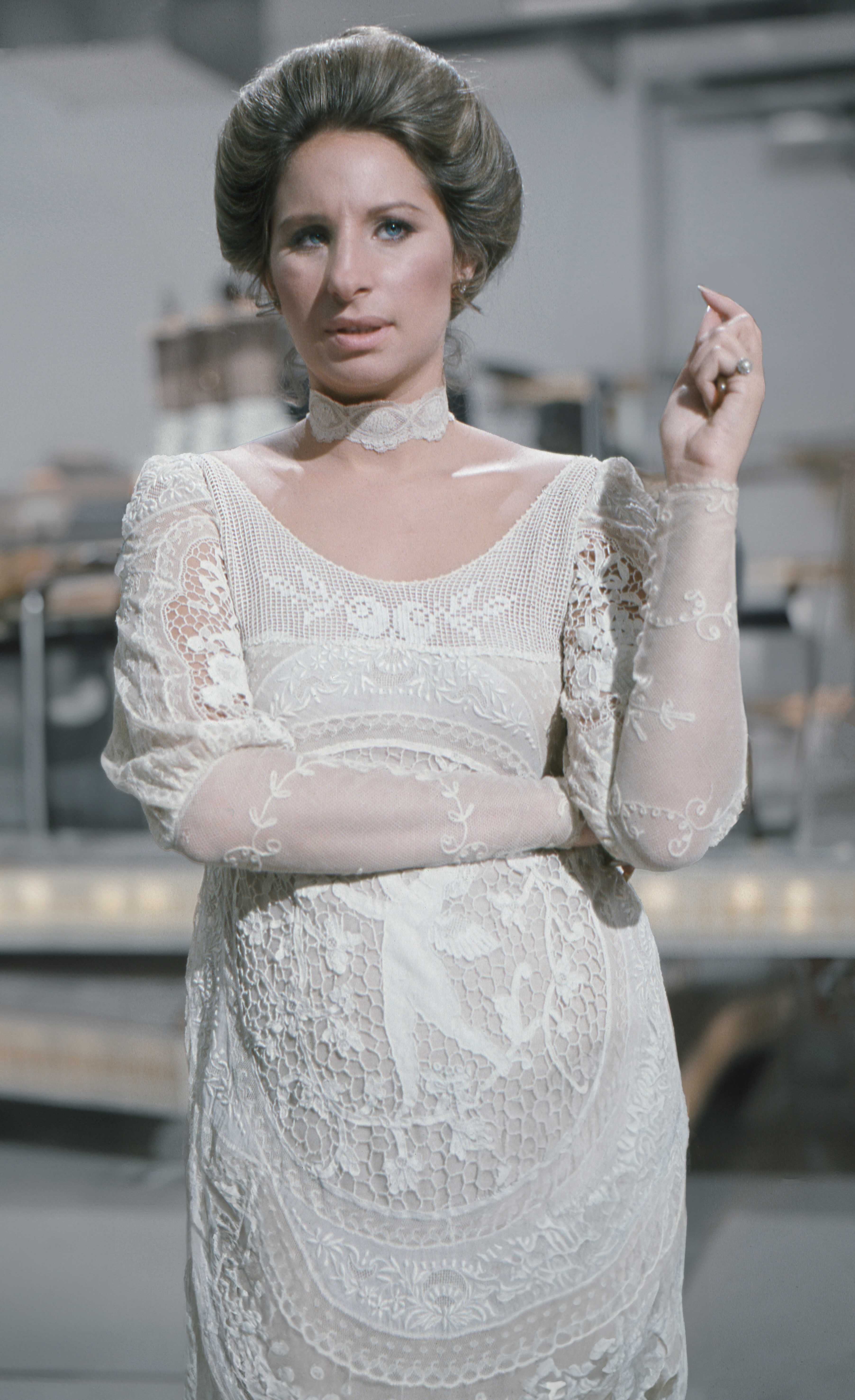
Nejlepší komediální herečka Barbra Streisand

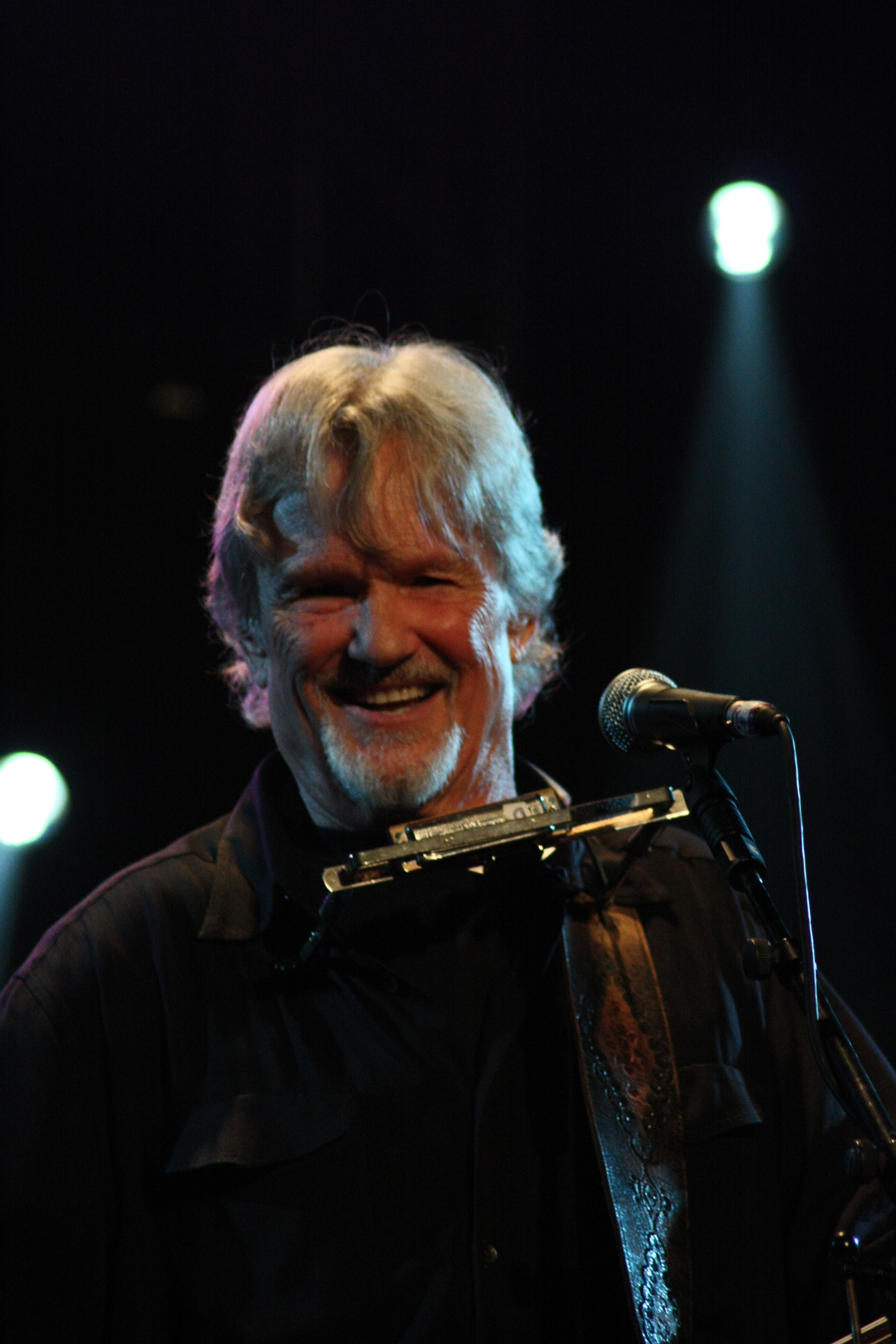
Nejlepší komediální herec Kris Kristofferson

### Filmové počiny

#### Nejlepší film (drama)
- Rocky – producenti Robert Chartoff, Irwin Winkler
- Všichni prezidentovi muži – producent Walter Coblenz
- Cesta ke slávě – producenti Robert F. Blumofe, Harold Leventhal
- Network – producent Howard Gottfried
- Pouť zatracených – producent Robert Fryer

#### Nejlepší film (komedie / muzikál)
- Zrodila se hvězda – producent Jon Peters
- Bugsy Malone – producent Alan Marshall
- Růžový panter znovu zasahuje – producent Blake Edwards
- Hotel Ritz – producent Denis O'Dell
- Němý film – producent Michael Hertzberg

#### Nejlepší režie
- Sidney Lumet – Network
- Hal Ashby – Cesta ke slávě
- John G. Avildsen – Rocky
- Alan J. Pakula – Všichni prezidentovi muži
- John Schlesinger – Maratónec

#### Nejlepší herečka (drama)
- Faye Dunawayová – Network
- Glenda Jackson – Neuvěřitelná Sarah
- Sylvia Miles – The Sailor Who Fell From Grace With the Sea
- Talia Shire – Rocky
- Liv Ullmann – Tváří v tvář

#### Nejlepší herečka (komedie / muzikál)
- Barbra Streisand – Zrodila se hvězda
- Jodie Foster – Podivný pátek
- Barbara Harris – Rodinné spiknutí
- Barbara Harris – Podivný pátek
- Goldie Hawn – Hraběnka a lišák z Dirtwateru
- Rita Moreno – Hotel Ritz

#### Nejlepší herec (drama)
- Peter Finch – Network
- David Carradine – Cesta ke slávě
- Robert De Niro – Taxikář
- Dustin Hoffman – Maratónec
- Sylvester Stallone – Rocky

#### Nejlepší herec (komedie / muzikál)
- Kris Kristofferson – Zrodila se hvězda
- Mel Brooks – Němý film
- Peter Sellers – Růžový panter znovu zasahuje
- Jack Weston – Hotel Ritz
- Gene Wilder – Stříbrný blesk

#### Nejlepší herečka ve vedlejší roli
- Katharine Ross – Pouť zatracených
- Lee Grant – Pouť zatracených
- Marthe Keller – Maratónec
- Piper Laurie – Carrie
- Bernadette Peters – Němý film
- Shelley Winters – Příští stanice Greenwich Village

#### Nejlepší herec ve vedlejší roli
- Laurence Olivier – Maratónec
- Marty Feldman – Němý film
- Ron Howard – Střelec
- Jason Robards, Jr. – Všichni prezidentovi muži
- Oskar Werner – Pouť zatracených

#### Objev roku – herečka
- Jessica Lange – King Kong
- Melinda Dillon – Cesta ke slávě
- Mariel Hemingway – Rtěnka
- Gladys Knight – Pipe Dreams
- Andrea Marcovicci – Na černé listině

#### Objev roku – herec
- Arnold Schwarzenegger – Zůstaň hladový
- Lenny Baker – Příští stanice Greenwich Village
- Truman Capote – Vražda na večeři
- Jonathan Kahn – The Sailor Who Fell From Grace With the Sea
- Harvey Stephens – Přichází Satan!

#### Nejlepší scénář
- Paddy Chayefsky – Network
- William Goldman – Všichni prezidentovi muži
- William Goldman – Maratónec
- Sylvester Stallone – Rocky
- Paul Schrader – Taxikář
- David Butler, Steve Shagan – Pouť zatracených

#### Nejlepší hudba
- Kenny Ascher, Paul Williams – Zrodila se hvězda
- Paul Williams – Bugsy Malone
- Bill Conti – Rocky
- Richard M. Sherman, Robert B. Sherman – Pantoflíček a růže
- Lalo Schifrin – Pouť zatracených

#### Nejlepší filmová píseň
- „Evergreen (Love Theme From A Star Is Born)“ – Zrodila se hvězda, hudba Barbra Streisand, text Paul Williams
- „Bugsy Malone“ – Bugsy Malone, hudba a text Paul Williams
- „Car Wash“ – Mycí linka, hudba a text Norman Whitfield
- „Hello and Goodbye“ – Od dvanácti do tří, hudba Elmer Bernstein, text Alan Bergman, Marilyn Bergman
- „I'd Like To Be You For a Day“ – Podivný pátek, hudba a text Joel Hirschhorn, Al Kasha
- „So Sad the Song“ – Pipe Dreams, hudba a text Jerry Goffin, Michael Masser

#### Nejlepší zahraniční film
- Tváří v tvář – režie Ingmar Bergman, Švédsko
- Bratranec a sestřenice – režie Jean Charles Tacchella, Francie
- Pasqualino Sedmikráska – režie Lina Wertmüller, Itálie
- Pantoflíček a růže – režie Bryan Forbes, Velká Británie
- Kapesné – režie François Truffaut, Francie

#### Nejlepší dokumentární film
- Altars Of the World – režie Lew Ayres
- People of the Wind – režie Anthony Howarth
- The Memory of Justice – režie Marcel Ophüls
- That's Entertainment, Part 2 – režie Gene Kelly
- Wings of an Eagle – produkce Summit Pictures

### Televizní počiny

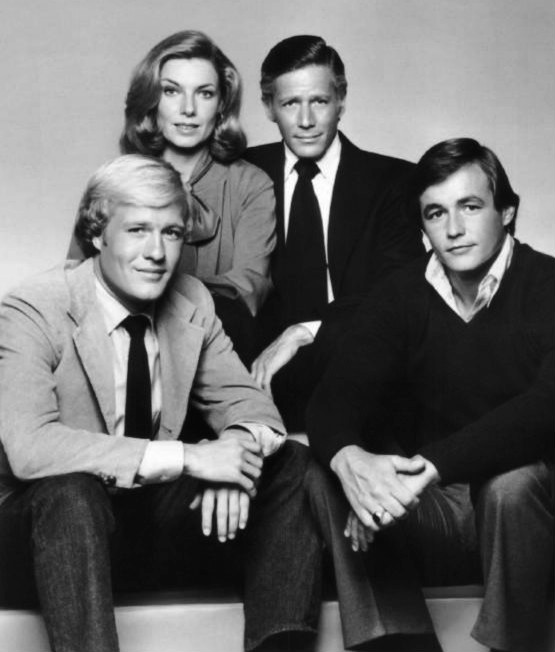
Nejlepší dramatický seriál Rich Man, Poor Man (na obrázku protagonisté Susan Sullivan, Peter Strauss, sedící Gregg Henry a James Carroll Jordan)

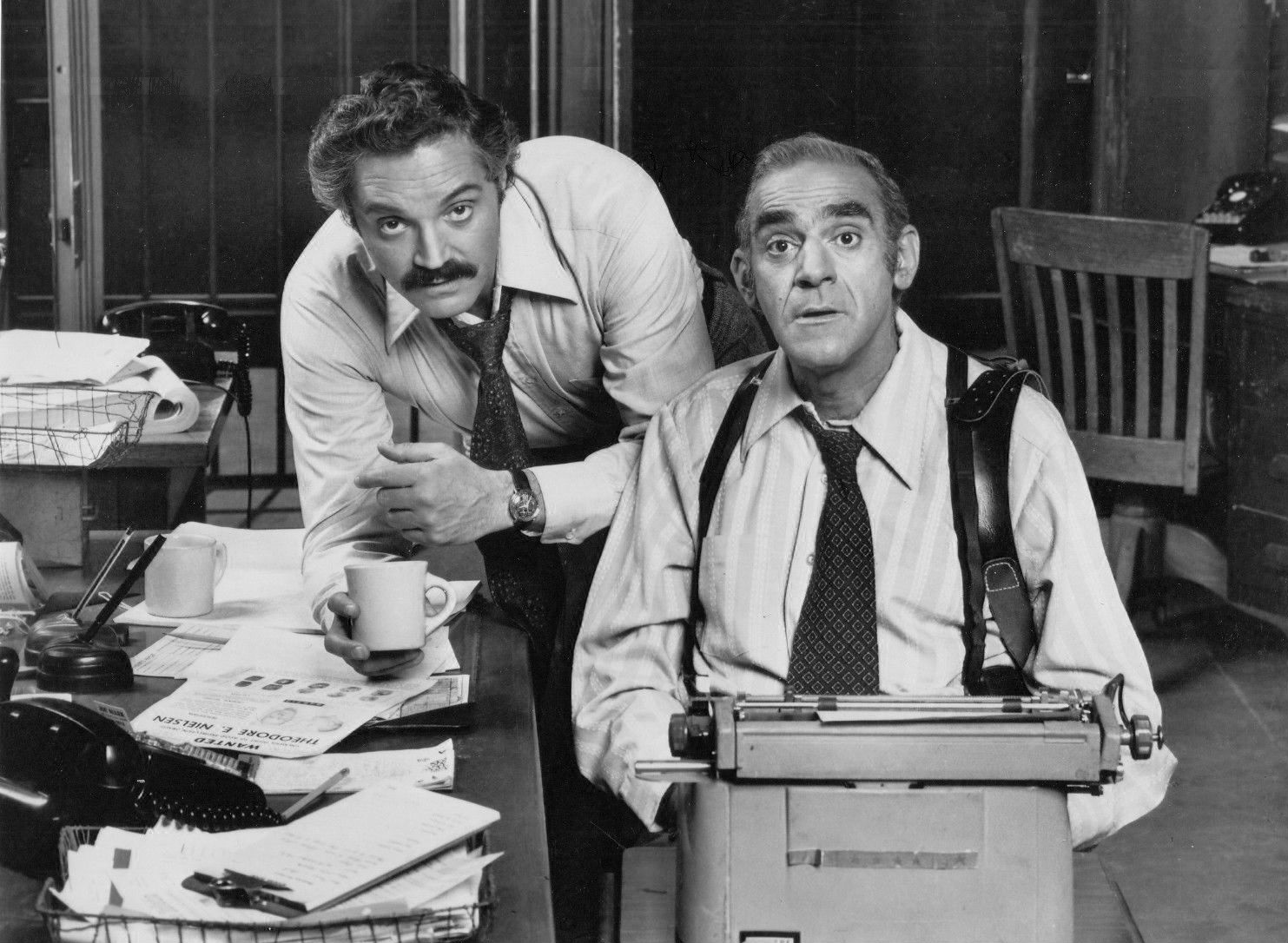
Nejlepší komediální seriál Barney Miller (na obrázku představitelé Hal Linden a Abe Vigoda)

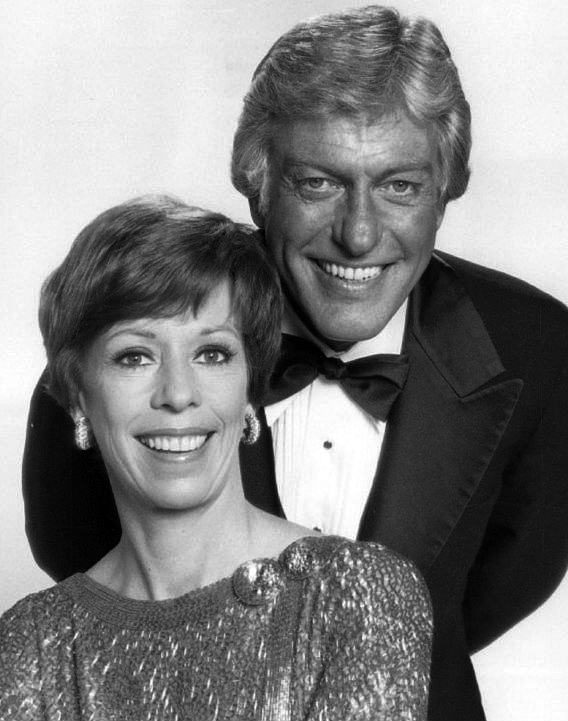
Nejlepší komediální herečka Carol Burnettová (na obrázku s kolegou Dickem Van Dykem)

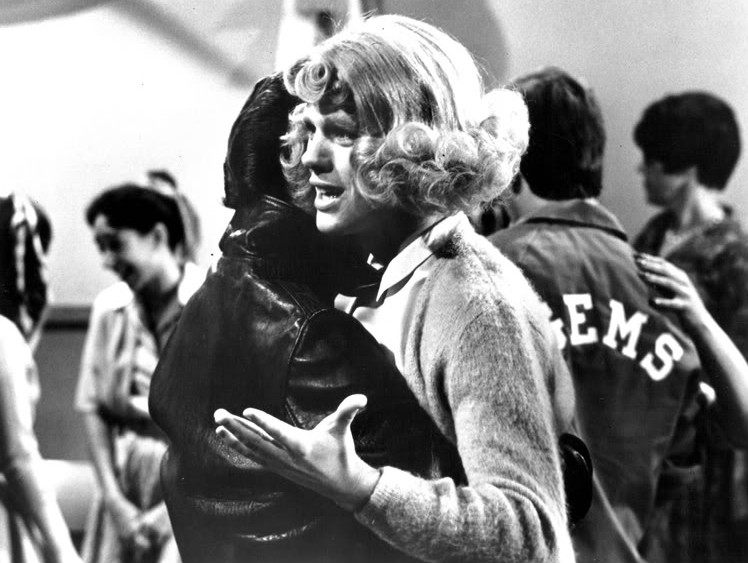
Nejlepší komediální herec Henry Winkler (záběr ze seriálu Happy Days)

#### Nejlepší televizní seriál (drama)
- Rich Man, Poor Man
- The Captains and The Kings
- Charlieho andílci
- Family
- Little House On the Prairie

#### Nejlepší televizní seriál (komedie / muzikál)
- Barney Miller
- The Carol Burnett Show
- Donny and Marie
- Happy Days
- Laverne & Shirley
- M*A*S*H

#### Nejlepší televizní film
- Eleanor and Franklin
- Amelia Earhart
- Francis Gary Powers: The True Story Of the U-2 Incident
- I Want To Keep My Baby
- The Lindbergh Kidnapping Case
- Sybil

#### Nejlepší herečka v seriálu (drama)
- Susan Blakely – Rich Man, Poor Man
- Angie Dickinson – Police Woman
- Farrah Fawcett – Charlieho andílci
- Kate Jacksonová – Charlieho andílci
- Jean Marsh – Upstairs/Downstairs
- Sada Thompson – Family
- Lindsay Wagner – The Bionic Woman

#### Nejlepší herečka v seriálu (komedie / muzikál)
- Carol Burnettová – The Carol Burnett Show
- Mary Tyler Moore – The Mary Tyler Moore Show
- Bernadette Peters – All's Fair
- Isabel Sanford – The Jeffersons
- Dinah Shore – Dinah!

#### Nejlepší herec v seriálu (drama)
- Richard Jordan – The Captains and The Kings
- Lee Majors – The Six Million Dollar Man
- Nick Nolte – Rich Man, Poor Man
- Telly Savalas – Kojak
- Peter Strauss – Rich Man, Poor Man

#### Nejlepší herec v seriálu (komedie / muzikál)
- Henry Winkler – Happy Days
- Alan Alda – M*A*S*H
- Michael Constantine – Sirota's Court
- Sammy Davis – Sammy & Company
- Hal Linden – Barney Miller
- Freddie Prinze – Chico and the Man
- Tony Randall – The Tony Randall Show'

#### Nejlepší herečka ve vedlejší roli (seriál)
- Josette Banzet – Rich Man, Poor Man
- Adrienne Barbeau – Maude
- Darleen Carr – Once an Eagle
- Ellen Corby – The Waltons
- Julie Kavner – Rhoda
- Vicki Lawrence – The Carol Burnett Show
- Anne Meara – Rhoda
- Sally Struthers – All in the Family

#### Nejlepší herec ve vedlejší roli (seriál)
- Ed Asner – Rich Man, Poor Man
- Tim Conway – The Carol Burnett Show
- Charles Durning – The Captains and The Kings
- Gavin MacLeod – The Mary Tyler Moore Show
- Rob Reiner – All in the Family

### Zvláštní ocenění

#### Henrietta Award (Oblíbenci světového filmu)
- herečka Sophia Loren
- herec Robert Redford

#### Cena Cecila B. DeMilla
- Walter Mirisch